# El chaleco blanco
El chaleco blanco es un "episodio cómico-lírico" (zarzuela) en un acto, dividido en dos cuadros y un intermedio, con música de Federico Chueca y libreto de Miguel Ramos Carrión. Se estrenó el 26 de junio de 1890 en el Teatro Felipe de Madrid.

## Historia
El origen de esta obra del género chico es anecdótico. Varios escritores del Círculo Artístico de Madrid estaban cenando y decidieron sacar un título aleatorio de un sombrero, comprometiéndose a escribir un sainete en el plazo de un mes. El que se mostrara incapaz de escribir un libreto, tendría que invitar a cenar y comer al resto durante un mes. Después de descartar otros títulos, a Ramos Carrión le tocó El chaleco blanco. 

## Personajes
| Personaje                                        | Tesitura     | Reparto del estreno, 26 de junio de 1890 |
| ------------------------------------------------ | ------------ | ---------------------------------------- |
| Tecla, novia de David                            | soprano      | Leocadia Alba                            |
| Doña Casta, madre de Tecla y esposa de Pérez     | actriz       | Pilar Vidal                              |
| Rosa, lavandera del hostal                       | actriz       | Irene Alba                               |
| Pérez, dueño de la casa de huéspedes             | barítono     | José Mesejo                              |
| David, dueño del "décimo" de lotería extraviado  | tenor cómico | Emilio Mesejo                            |
| Don Quintín, huésped que cogió el chaleco blanco | actor        | Sr. Rodríguez                            |

## Argumento
Escena 1
El argumento gira en torno a un décimo de lotería premiado que se supone que se ha extraviado en el interior de un chaleco blanco. Empieza la obra en el salón de una pequeña casa de huéspedes. El dueño, Pérez, está limpiando las botas y canta la polka "del limpiabotas". Llega Rosa, la lavandera, para llevarse la ropa al río a lavar. La dueña de la casa de huéspedes, doña Casta, la critica por usar demasiado jabón y por devolver la ropa hecha jirones. Rosa se marcha con la colada.
Don Quintín explica a Pérez que ha tomado prestada ropa de los otros huéspedes para ir a una entrevista a ver si lograba un trabajo. La hija de los Pérez, Tecla, aparece con su enamorado David, otro de los que viven en la casa; es un músico que tiene poco talento y perspectivas, y debe el alquiler. Manifiesta su deseo de componer música bella y no porquerías como La Gran Vía. Pérez advierte que tengan cuidado con doña Casta. Cantan el terceto-mazurca "Tengo mucho que contarte".
Doña Casta planea echar a David a ver si logra que entre como huésped un rico pretendiente para la niña Tecla. Entra David diciendo que le ha tocado el gordo de la lotería, que llevaba en su chaleco blanco. Pero el chaleco está en la colada que las lavanderas han llevado al Manzanares. Todos se apresuran fuera de la casa, cantando "Vamos todos, vamos presto", un quinteto que parodia "Di quella pira" de El trovador, a la cual cita.
Escena 2
A orillas del río Manzanares. Las lavanderas cantan sus seguidillas "Pa sortijas y gracia". Le sigue la mazurka "¡El bollero!" y luego el pasodoble "Rataplán". Cuando llegan todos los habitantes de la casa de huéspedes tardan en encontrar a Rosa, que ya ha hecho la colada, de manera que el décimo se ha perdido.
Sin embargo, al final, el décimo aparece. Don Quintín llega diciendo que ha logrado el trabajo, pero nadie se alegra de su noticia. Entonces se ve que lleva el chaleco blanco, que ha tomado prestado de David. Allí está el décimo de lotería.